# 마쓰오카정 (후쿠이현)
마쓰오카정(松岡町)은 후쿠이현 요시다군에 놓여졌던 정이다. 에치젠 마츠오카번이 놓여진 성시를 중심으로 발전하였으며 소속된 요시다군내에서도 최초로 정제를 시행했다. 2006년 2월 13일 마쓰오카정 및 요시다군(구) 에이헤이지정, 가미시비촌 등 3개 정·촌이 합병, 새로운 에이헤이지정이 발족하였고 마쓰오카정은 폐지되었다. 마츠오카정 동사무소는 새로운 에이헤이지정 동사무소가 되었다. 2005년 국세조사의 평균 연령인 41.8세였다.